# Марийская археологическая экспедиция
Марийская археологическая экспедиция (МарАЭ) — археологическая экспедиция, ведущая свою деятельность на территории Республики Марий Эл и сопредельных территорий Нижегородской и Кировской областей (Марийский край).

## История
Организована в 1956 году Марийским научно-исследовательским институтом языка, литературы и истории, Институтом языка, литературы и истории Казанского филиала АН СССР и Марийским республиканским краеведческим музеем.
В исследованиях экспедиции принимали участие известные археологи, историки, краеведы: Г. Н. Айплатов, Б. В. Бабушкин, Е. А. Халикова, П. Н. Старостин, Т. А. Хлебникова, В. Е. Стоянов, С. В. Кузьминых, Н. Л. Членова, В. В. Никитин, Т. Б. Никитина, Б. С. Соловьёв и многие другие.
Более чем за 60 лет работы экспедицией раскопаны десятки поселений, могильников, городищ, открыты сотни новых археологических памятников. Среди наиболее значимых археологических памятников следует отметить Акозинский, Ахмыловский, Писеральский, Климкинский могильники эпохи раннего железа; городища Ройский Шихан, Ардинское, Пайгусовское, Кубашевское, Сомовское II, Васильсурское II, V, Важнангерское «Аламнер»; древнемарийские могильники Руткинский, Выжумские I, II, Починковский, Дубовский; Красномостовские, Майданские, Удельно-Шумецкие, Дубовские, Ясачные, Руткинское, Ахмыловское II поселения эпохи камня и раннего металла; азелинские могильники Уржумкинский, Ясачный, Мари-Луговской; древнемарийские могильники Младший Ахмыловский, Дубовский, Выжумские I, II, Нижняя Стрелка, языческие марийские могильники Отарский, Картуковский, Мало-Кугунурский, Уржумнолинский; чирковское поселение Галанкина Гора, сейминско-турбинский Юринский могильник; Важнангерский жертвенник.
Результаты исследований экспедиции обобщены в многочисленных публикациях, научных статьях, справочных и монографических работах.

## Руководители
- Халиков, Альфред Хасанович (1956—1960)
- Архипов, Геннадий Андреевич (1960—1995)
- Никитин, Валерий Валентинович (с 1996)